# 笑劇 新選組
『笑劇 新選組』（しょうげき しんせんぐみ）は、日本のオリジナルビデオアニメ（VHS）作品。1989年5月21日に発売された。全1巻。
新撰組を題材としたギャグコメディアニメ作品。幕末の日本を舞台としているが、ギャグアニメゆえに現代の技術や風景が多く描かれている。基本的には史実に沿った物語で進むが、残酷描写は一切なく、死亡する人物はナレーションによる言及のみとなっている。二頭身のキャラクターで描かれ、シリアスな駆け出しからスラップスティックなギャグコメディの作風で物語が進む。

## 登場人物

### 浪士組→新選組
近藤勇（演：有本欽隆）
試衛館の道場主。後の新選組局長。生まれが百姓故、武士に憧れ、旗本や大名になる事を夢見ている。おおらかで呑気者だが武士としての器を兼ねそろえており、饅頭（もしくは大福）好き。池田屋にいるオカマ芸者『ゆきやっこ(美雪大夫)』を馴染みとしている。攘夷派の代表である長州藩の桂小五郎を何とかして捕まえようとしている。
芹沢鴨
天狗党の生き残り。常に酒を飲んでいて、火をふくことができ、感情が高ぶると自分でも咳き込むほどの屁をかます。筆頭局長として京都街を好き勝手に暴れ回り、近藤一派を困らせていたが、松平容保の命により土方達に粛清(というより、芹沢自身による屁と火吹きによる爆死)され、芹沢一派(別室で寝ていた平山五郎、平間重助と共に)は壊滅した。
新見錦
芹沢の右腕で後の局長。蛇のような顔と舌を持ち、芹沢と共に悪さを働くが、立場が悪くなり、局中法度違反により切腹となるとドッキリカメラと決めつけて逃げようとしたり、命乞いするなど意気地が無い。
土方歳三（演：西川幾雄）
石田散薬の薬売り。後の新選組副長。出張稽古先で泥棒三人の脛を斬って無理矢理薬を買わせたり、局中法度を作って乱暴狼藉を働く芹沢一派を粛正したりと、『鬼』と恐れられる程の行動をするが、野良犬のポチが剣道場を始め、元試衛館で稽古していた弟子達が引き抜かれた事に腹を立てたり、芹沢を説得している近藤が芹沢に火傷を負わされた様を見て激怒し、山南達全員に止められてもそれを跳ね返す程、幼馴染の近藤勇を尊敬している。また沖田が慕っている団子屋の娘・春奈を芹沢や新見から助けたり、池田屋で咳き込む沖田を心配するなど、仲間思いの冷徹な行動派。
山南敬助
猫を髣髴させる髭が特徴。『いかにも』や『いわゆる』を口癖に長々と非常に回りくどい喋り方で周りを苛立たせたり、貧窮に陥った際に作った鍋に山鳩の卵を入れるなど無神経さが目立つ。よく永倉と将棋をしている。
沖田総司（演：大滝進矢）
試衛館の若き師範代。後の新選組一番隊組長。いつもニコニコしているギャグキャラな顔が特徴。団子屋の娘・春奈が好き。物語終盤で史実の結核の病状のようなものが出る。
永倉新八
後の新選組二番隊組長。ピエロのような外見をしており、目が「+」、花が赤い丸になっていて、口調が太鼓持ちみたく、語尾に『げす』を付けて、手に扇子を持っている。
井上源三郎
後の新選組六番隊組長。糸目で、バカボンパパを髣髴させる髭が特徴。沢庵を薄く切れる。近藤一派の中では比較的まともな存在である。
藤堂平助
後の新選組八番隊組長。赤ん坊のような外見をしており、目が「3」、おしゃぶりを加え、登場時に積み木遊びをしている。
原田左之助
後の新撰組十番隊組長。大男。食いしん坊で、ほとんど「腹減った」としか言わない。
斎藤一
新選組三番隊組長。捕らえた古高俊太郎を拷問するが中々喋らず苛立ちを見せるが、土方が編み出したとっておきの拷問(五寸釘と蝋燭の代わりに猫二匹に足の裏を舐めてくすぐらせる)に躊躇する。結果そのお陰で倒幕浪士達の企みがわかった。
山崎烝
新撰組探察。長州浪人や不逞浪士の様子を探るために少し派手な変装して様子を伺う。が、その変装を土方に咎められる事も
清川八郎（演：富山敬）
ナレーション：富田耕生

### その他
春奈（はるな）
団子屋の娘。
桂小五郎
宮部鼎蔵
古高俊太郎
松平容保

## 製作スタッフ
- 監督： 野田拓実
- アニメーション制作：ランダム
  - ACCプロダクション
  - ACCプロダクション谷原スタジオ
- 演出：川田武範
- 絵コンテ：野田拓実
- 企画：箱崎泰
  - 荻原好郎
- プロデューサー：菅谷信行
  - 矢野浩一
  - 瀬谷慎
- 脚本： 野田拓実
- キャラクターデザイン：野田拓実
- 作画監督：佐藤道雄
- 特殊効果：小森靖彦
- 美術監督：村上律子
  - 浜田栄子
- 編集：寺嵜孝
- 音楽：義野裕明
- 効果：森賢一
- 作画：服部圭子
  - 西山映一郎
  - 北条昌子
  - 手島勇人
  - 清水明
  - 嶋崎淳司
- 仕上検査：野口稔
- 制作：升水惟雄
- 録音監督：太田克己

### キャスト
- ナレーション：富田耕生
- 近藤勇：有本欽隆
- 土方歳三：西川幾雄
- 沖田総司：大滝進矢
- 清川八郎：富山敬
- 島香裕
- 小野健一
- 古田信幸
- 笹岡繁蔵
- 田口昂
- 菅原淳一
- 大山高男
- 広瀬正志
- 吉田美保